# Georg Sachs
Georg Sachs (também conhecido como George Sachs; Moscou, 5 de abril de 1896 — 30 de outubro de 1960) foi um engenheiro metalurgista alemão e estadunidense nascido na Rússia.
Lecionou na Universidade de Frankfurt (1930–1935) e na Case Western Reserve University. Sachs era descendente de judeus e abandonou a Alemanha em 1937 com sua família, fugindo dos nazistas. Imigraram para os Estados Unidos. Pai do astrônomo Rainer Kurt Sachs.
Em sua memória a Deutsche Gesellschaft für Materialkunde concede o Prêmio Georg Sachs.

## Obras
- Praktische Metallkunde, 1933
  - Practical metallurgy, 1940
    - George Sachs, Kent Robertson Van Horn (1944). Practical Metallurgy: Applied Physical Metallurgy and the Industrial Processing of Ferrous and Nonferrous Metals and Alloys. [S.l.]: American Society for Metals
- George Sachs (1937). Spanlose Formung der Metalle. Eigenspannungen in Metallen. [S.l.]: Akademische Verlagsgesellschaft
- International Nickel Company, Vsevolod Nicholas Krivobok, George Sachs (1947). Forming of Austenitic Chromium-nickel Stainless Steels. [S.l.]: International Nickel Company
- Oscar Hoffman, George Sachs (1953). Introduction to the Theory of Plasticity for Engineers. [S.l.]: McGraw-Hill
- George Sachs (1954). Fundamentals of the Working of Metals. [S.l.]: Interscience Publishers
- George Sachs, Henry Edward Voegeli (1966). Principles and Methods of Sheetmetal Fabricating. Malabar, Fla: Krieger Publishing Company. ISBN 0-442-15171-3